# Raad voor Verkeer en Waterstaat
De Raad voor Verkeer en Waterstaat was een adviesorgaan van de Nederlandse regering en het Nederlandse parlement, ingesteld bij wet in 1992.
De raad adviseerde met name het Ministerie van Verkeer en Waterstaat. Thema's waarmee de raad zich bezighield waren alle beleidsterreinen van dit ministerie: verkeers- en vervoersvraagstukken, waterhuishouding, informatie- en communicatietechnologie en de daarvoor benodigde infrastructuur.
De Raad voor Verkeer en Waterstaat is in 2012 opgegaan in de Raad voor de leefomgeving en infrastructuur, samen met de Raad voor het Landelijk Gebied de VROM-raad en de Adviesraad Gevaarlijke Stoffen.
De laatste voorzitter was mr. G.J. Jansen, de laatste secretaris dr. R. Hillebrand.